# Taktyka motti

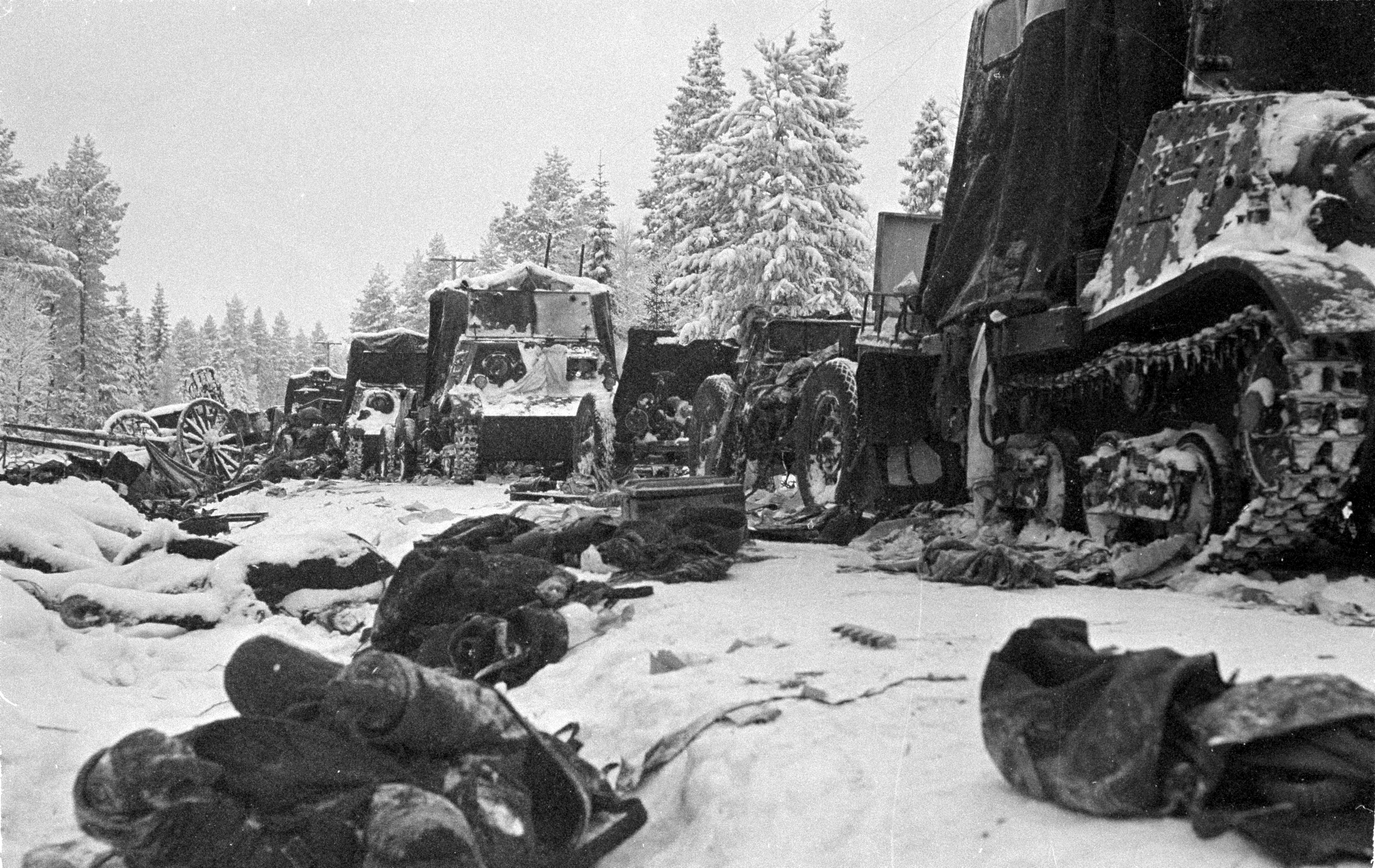
Jedno ze zniszczonych motti na drodze Raate (styczeń 1940)

Taktyka motti – taktyka fińskich wojsk stosowana w czasie II wojny światowej w walce przeciwko radzieckiej Armii Czerwonej. Polegała na rozdzielaniu dużych sił nieprzyjaciela na mniejsze grupy, a następnie okrążaniu ich i niszczeniu głodem oraz ogniem strzelców wyborowych, przy jednoczesnym manewrowym odpieraniu prób odsieczy.

## Nazwa
Określenie „motti” pochodzi od sterty drewna. Fińscy drwale byli opłacani za liczbę motti, jakie udało się im naskładać. Zazwyczaj tworzyli oni jedno motti, znaczyli je i posuwali się dalej, podobny sposób postępowania z wrogiem można było zaobserwować w taktyce wojsk fińskich, które okrążały silniejsze oddziały wroga, izolowały je lub niszczyły, a następnie, posuwały się dalej i czyniły to samo z kolejnymi jednostkami nieprzyjaciela. Duża liczba fińskich żołnierzy była w „cywilu” drwalami i pracownikami leśnymi, stąd pochodzenie nazwy. Motti w polskiej terminologii wojskowej odpowiada znaczeniem terminowi „kocioł”.

## Zastosowanie
Taktyka ta była wykorzystywana na dużą skalę podczas wojny zimowej, kiedy nieliczne, ale dobrze wyszkolone i dowodzone fińskie oddziały okrążały i rozbijały znacznie silniejsze siły wroga. Wyposażona w narty mobilna fińska piechota przenikała na flanki i tyły radzieckich kolumn zmotoryzowanych, gdy te posuwały się leśnymi traktami. Niespodziewanie atakując jednocześnie w kilku miejscach, Finowie zmuszali przeciwnika do rozczłonkowania swych sił, a następnie izolowali jego poszczególne grupy w tak zwane motti. Mniejsze motti były szybko likwidowane, natomiast większe oblegane i nękane do czasu aż się poddadzą. 
Najbardziej spektakularnym przykładem zastosowania tej taktyki była bitwa pod Suomussalmi (7 grudnia 1939 – 8 stycznia 1940), gdy trzy fińskie pułki piechoty otoczyły i zniszczyły na leśnej szosie dwie radzieckie dywizje piechoty i brygadę pancerną.